# リリカルドールハウス presents ガリタのはじめてラジオ
『リリカルドールハウス presents ガリタのはじめてラジオ』は朝日放送ラジオ（ABCラジオ）で、2023年10月7日（10月6日深夜）から2024年3月31日（3月30日深夜）までの土曜深夜（日曜未明）2時から2時30分に放送されたお笑いトーク番組である。
同番組は「ガリタさん」として知られる明松功（かがり・いさお。元フジテレビジョンプロデューサー。大阪府出身）が、在阪ラジオ局で初めてパーソナリティーを務めるトーク番組で、活躍が期待される若手・中堅の上方芸人（漫才・落語家など）を原則として2週間の前後編で迎えるゲストコーナーを中心に展開し、そのゲストの素顔や、芸の魅力を聞き出すという内容になっている。
冠スポンサーに大阪日本橋に所在するメイドカフェ「リリカルドールハウス」がつとめているが、提供クレジットは流れない代わりに番組後半のお知らせのコーナーにて同カフェの宣伝を行っていた。また、番組のタイトルコールやジングルの一部も同カフェのキャストが担当していた。